# 鲍里斯·巴林斯基
鲍里斯·伊万诺维奇·巴林斯基（俄语：Балинский, Борис Иванович，羅馬化：Borys Ivanovych Balinsky，1905年9月23日—1997年9月1日）是乌克兰裔南非籍生物学家、胚胎学家、昆虫学家。巴林斯基先后在基辅大学，金山大学担任教授。同时，巴林斯基较早的涉足实验胚胎学、电子显微镜和发育生物学领域。

## 早期经历
巴林斯基于 1905 年 9 月 23 日出生于基辅 ，他的父亲和母亲都是教师，巴林斯基从小接受良好的教育。同时他的外祖父是一名牧师，曾今送给巴林斯基一本关于收集蝴蝶的书，这在一定程度上影响了鲍里斯·巴林斯基的职业选择。成年后后巴林斯基师承苏联动物学家和进化生物学家伊万·施马尔豪森，就此成为第一批在两栖动物胚胎中进行诱导器官发生实验的人之一。

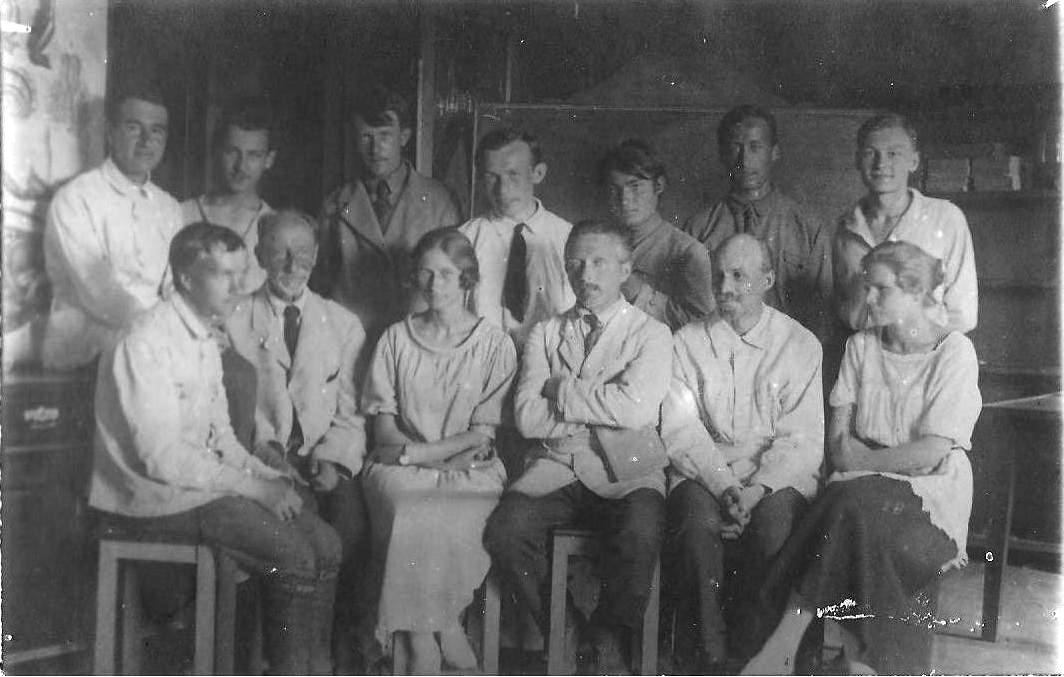
拍摄于1923 年 5 月 20 日，第二排左起第7位为巴林斯基

## 职业生涯
1933 年，28 岁的巴林斯基正式成为基辅大学教授
1935年，他成为乌克兰科学院动物研究所副所长。 由于在二战前受到苏联迫害， 基辅被纳粹德国攻陷后，巴林斯基未选择离开基辅，而是选择继续在基辅生活。德国撤离基辅后，巴林斯基一家来到波兰波兹南，随后又前往德国慕尼黑。在慕尼黑，巴林斯基成为联合国建立的临时大学的组织学教授。临时大学关闭后，巴林斯基前往英国，短暂在康拉德·哈尔·沃丁顿实验室研究过小鼠胚胎学。
1949年，巴林斯基移居南非，获得南非金山大学动物学系讲师职位，成为南非实验生物科学的创始人之一。
1954 年至 1973 年，巴林斯基担任金山大学动物学系主任。
1965年至1967年曾任金山大学生物学院院长，就此他领导南非电子显微镜学会近十一年。
1966年，巴林斯基当选为南非昆虫学会主席。

## 研究方向

### 胚胎学
巴林斯基是最早在胚胎学领域的科学研究中大量使用电子显微镜方法的人之一，同时也是最早在非洲引入生物物体电子显微镜的人之一。巴林斯基在1960年出版的教科书《胚胎学概论》得到了学界普遍认可，随后该书以英文再版七次，日文和意大利文两次，西班牙文一次。巴林斯基预见了分子生物学在阐明胚胎发生的关键机制方面的重要作用。

### 昆虫学
巴林斯基的昆虫学研究主要描述来自高加索地区和南非的翼翅目、蜻蜓目和螟蛾科的新物种。

## 学术身份
- 国际胚胎学研究所 (1947)会员
- 南非皇家学会（英语：Royal Society of South Africa）会员
- 南非科学促进会动物学分会主席
- 南非昆虫学会会员兼主席（1966年）
- 南非电子显微镜协会创始人兼主席（1962-1973）

## 个人生活
据巴林斯基自己回忆，在艺术方面，他非常喜欢音乐，尤其擅长弹奏钢琴，有时候会写诗作画。在运动方面，巴林斯基年轻的时候，他在夏季经常去克里米亚、高加索和乌拉尔山脉进行徒步旅行。1929年夏天，巴林斯基在攀登厄尔布鲁士山时遇到了尼古拉·布哈林率领的探险队。
同时巴林斯基还对天文学感兴趣，拥有一台业余望远镜，在他的一生中，他曾两次观察到哈雷彗星。
在宗教方面，受到东正教牧师祖父的影响，巴林斯基对东正教普遍抱有好感。在南非期间，他积极参与约翰内斯堡东正教俄罗斯移民社区的活动。

## 纪念

#### 南非
自2000年起，在南非电子显微镜学会年会上，都会举办了鲍里斯·巴林斯基讲座。2005年为纪念巴林斯基诞辰一百周年，南非皇家学会召开了隆重的纪念会。
1995年，南非科学家以他的名字命名当地一个雀斑蝶属 ，2019年以他的名字命名萤火虫科的一个蝴蝶属。

#### 乌克兰
在苏联时期，出于政治因素，巴林斯基这个名字在乌克兰境内被禁止提及。直到21世纪初期，乌克兰人才开始渐渐的提及他。2017年，乌克兰作家伊万·科萨克的历史小说《命运的十字路口》出版，鲍里斯·巴林斯基出现其中。  2022年，基辅霍洛西夫斯基区的一条街道被重新命名为巴林斯基教授街，以此纪念巴林斯基。

## 子女
- 儿子：约翰·巴林斯基（英语：John B. Balinsky）